# Milchbude (b. Partheinen, Kreis Heiligenbeil)
Milchbude war ein Ort im Kreis Heiligenbeil in Ostpreußen. Seine Ortsstelle befindet sich heute im Munizipalkreis Rajon Bagrationowsk (Stadtkreis Preußisch Eylau) in der Oblast Kaliningrad (Gebiet Königsberg (Preußen)) in Russland.

## Geographische Lage
Die Ortsstelle von Milchbude liegt im südlichen Westen der Oblast Kaliningrad, zehn Kilometer nordöstlich der früheren Kreisstadt Heiligenbeil (russisch Mamonowo) bzw. 43 Kilometer nordwestlich der heutigen Rajonshauptstadt Bagrationowsk (deutsch Preußisch Eylau).

## Geschichte
Das Gründungsjahr des seinerzeit Partheinsche Milchbude genannten Ortes ist nicht belegt. Lediglich aus einem kleinen Gehöft bestehend wurde der Ort vor 1820 Neuwiese und erst nach 1820 Milchbude genannt.
Das Vorwerk Milchbude war bis 1945 dem Gutsbezirk und der späteren Landgemeinde Partheinen (russisch Moskowskoje) im ostpreußischen Kreis Heiligenbeil zugeordnet. Im Jahre 1905 zählte Milchbude 15 Einwohner.
Im Jahr 1945 kam der kleine Ort mit dem gesamten nördlichen Ostpreußen als Kriegsfolge zur Sowjetunion. Dann verliert sich seine Spur, wobei er vielleicht nicht mehr besiedelt oder aber in einem Nachbarort aufgegangen zu sein scheint. Seine Ortsstelle liegt jetzt im russischen Rajon Bagrationowsk (Stadtkreis Preußisch Eylau) der Oblast Kaliningrad (Gebiet Königsberg (Preußen)).

## Religion
Über die Muttergemeinde Partheinen war Milchbude bis 1945 in das Kirchspiel der evangelischen Kirche Bladiau (russisch Pjatidoroschnoje) in der Kirchenprovinz Ostpreußen der Kirche der Altpreußischen Union eingepfarrt.

## Verkehr
Die kaum noch erkennbare Ortsstelle von Milchbude ist von Moskowskoje (Partheinen) aus zu erreichen.